# Sant Martí de Mura
Sant Martí de Mura és una església romànica del municipi de Mura (Bages) inclosa en l'Inventari del Patrimoni Arquitectònic de Catalunya.
Està ben conservada, tot i les múltiples transformacions que ha patit, de la qual destaca el portal. Poc abans del segle xi existia una petita església preromànica d'una sola nau. D'aquesta església es conserva el capçal i una paret exterior. Ben aviat, aquesta església fou remodelada allargant cap a ponent la nau primitiva i afegint-hi un portal de pedra tosca.

## Descripció
Edifici d'estructura complexa en el qual es distingeixen diferents etapes constructives fruit de les remodelacions i ampliacions que ha sofert al llarg del temps. L'edifici originari fou una petita església d'una sola nau i construïda probablement a principis del segle xi. D'ella se'n conserven elements englobats dins el que ara constitueix la nau lateral nord. La capçalera orientada a llevant té forma rectangular i acaba en un frontis triangular. El mur de tramuntana és ornamentat amb arcuacions cegues i bandes llombardes. A la façana s'obre una porta feta de pedra tosca.
La nau és coberta amb volta de canó. Al segle xii l'església fou engrandida amb una altra nau, que és actualment la principal. A llevant hi ha un absis semicircular ornamentat amb sis arcades recolzades sobre capitells amb fulles d'acant. Una tercera nau al cantó sud contempla la construcció.
La portalada, oberta a ponent, presenta una estructura típicament romànica, amb una ampla arcada de mig punt adovellada que inscriu una arquivolta llisa i gruixuda que reposa a cada cantó sobre dues columnes amb els seus corresponent capitells i basaments. En el timpà destaca la figura de la Verge que sosté a la falda el Nen en actitud de beneir. A banda i banda dos àngels amb encensers els honoren. Al costat esquerre apareixen els Reis Mags seguint l'estel. A l'altre cantó apareix Sant Josep recolzat en un bastó acompanyat d'una altra figura que podria ser un àngel que l'avisa. Els capitells recullen escenes de la vida de Sant Mart. En el de la dreta veiem al sant damunt el seu cavall partint la seva capa per donar-la a un pobre. Una segona escena recull el sant vestit de pontífex. En el de l'esquerre es veu el sant mort i un dimoni que burxa per endur-se la seva ànima que finalment uns àngels salven.
Ara d'altar. Es tracta d'un bloc de pedra rectangular (140x84cm), sostingut per quatre columnes amb base i capitell. El bloc té un gruix irregular (9-10 cm) degut a la talla en biaix de la part inferior que forma un pla aixamfranat. Presenta motius ornamentals tant a la part frontal, una sanefa de línies ondulades, com a les laterals, unes fileres que es caragolen. Hi ha diverses inscripcions que segurament fan referència a l'acta de consagració. La més important i completa (transcrita per Alavedra) diu: "Guillem Sendre, Geribert subdicono cum omnibus parentibus meis viris et defunctis, gouan pun..." Cal destacar l'ús del català per escriure els noms propis.

## Història

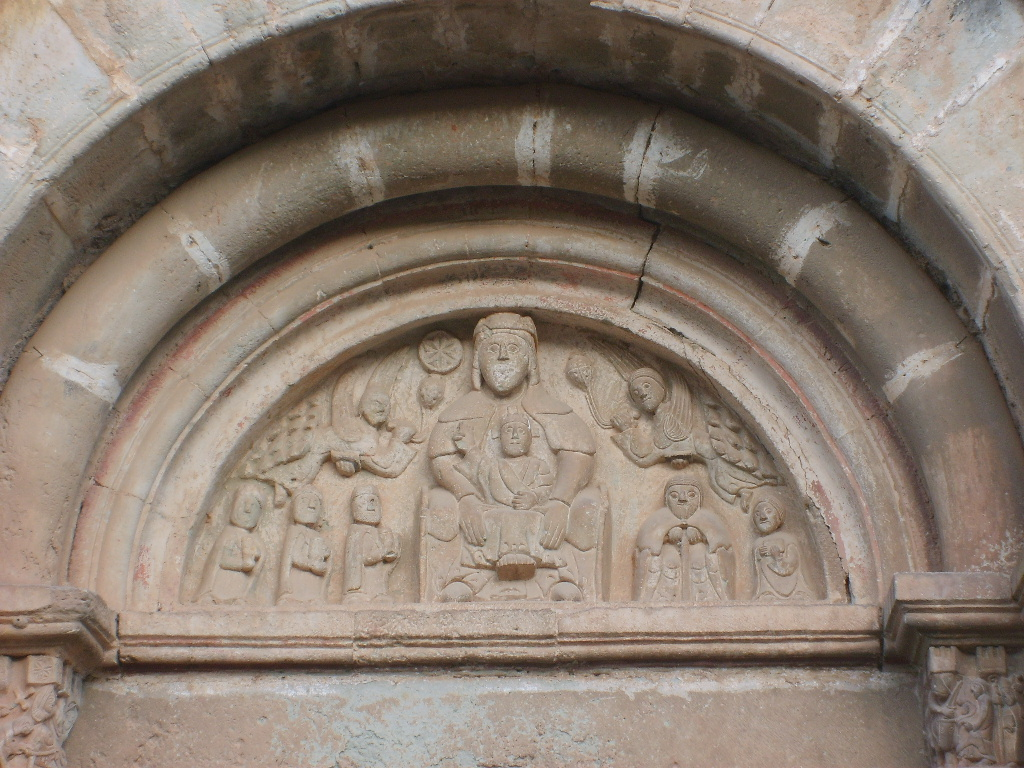
El timpà de la portalada

Aquesta església es trobava primerament dins l'antic terme de Nèspola i després dins del de Mura. Va dependre dels senyors del Castell de Mura, que la compraren als comtes de Barcelona. El terme de Nèspola apareix documentat al 926 i el de Mura a partir del 949. L'església apareix citada els anys 955, 973, 978 i 993, data en què Ramon Borrell vengué a Riculf l'església de Sant Martí, la de Sant Abundi i la de Santa Maria de Rocafort.
La funció parroquial la va adquirir abans del 1066, any en el qual ja apareix amb aquesta categoria i que encara avui posseeix. Arquitectònicament, al llarg dels segles aquesta església ha estat molt modificada. Poc abans del s. XI existia una petita església preromànica d'una sola nau, de la que es conserva el capçal i una paret exterior.
Al segle xii es bastí una església nova de proporcions més grans que es va unir a l'anterior amb arcs. La nova nau fou engrandida a llevant i acabada amb un absis semicircular. La coberta es feu amb volta de mig punt. A finals de segle s'hi col·locà una portalada, amb un timpà que encara avui es conserva en el qual és representada l'adoració dels reis mags al nen Jesús. Malgrat que aquest estilísticament constitueix una obre aïllada, iconogràficament és proper als bagencs, sobretot per la seva proximitat al de la Seu de Manresa. Pel que fa als capitells, es creu que són de finals del s. XII i no del segle xiii com algunes vegades s'ha afirmat.
En 1437 un terratrèmol afectà l'edifici. En la restauració se suprimiren els arcs que unien les dues naus i es construí una sola arcada feta amb dovelles de pedra ben treballada, un contrafort i es cobrí la nau primitiva amb volta apuntada. Es refeu també la nau central amb volta de mig punt.
L'ara d'altar la trobem ja descrita pel rector Mn. Jaume Oller en la Consueta de 1592. Per motius desconeguts el 1942 l'ara fou treta de l'església i abandonada prop de la riera. Cap a 1960 es col·locà com altar de la capella de Sant Antoni, on romangué uns vint anys, resistint dues riuades, retornant a l'església parroquial el 1980. El nom de Guillem Sendre Geribert, que figura inscrit en l'ara sembla que fa referència a una persona de renom que es troba documentada a Mura el 1071.
Al s. XVII s'afegí una tercera nau a l'edificació i es construí un campanar de torre aixecat sobre l'antic, d'espadanya. Una inscripció commemorativa a la portalada d'entrada revela la finalització de les obres l'any 1697.
Gràcies a les campanyes de restauració endegades s'ha recuperat part de l'aspecte original de l'edifici.